# Aremi Fuentes
Aremi Fuentes (n. 23 mai 1993, Tonalá⁠(d), Chiapas, Mexic) este o sportivă ce a reprezentat Mexic, medaliată olimpică. A participat la o ediție a Jocurilor Olimpice (2020) în care a câștigat o medalie de bronz.